# Chaetophorales
Chaetophorales, red zelenih algi iz razreda Chlorophyceae kojemu pripada 218 vrsta unutar 6 porodica

## Porodice
1. Aphanochaetaceae Oltmanns, 15 vrsta
2. Barrancaceae Caisová, Pérez Reyes, Cruz Álamo, Martel Quintana, Surek & Melkonian, 2
3. Chaetophoraceae Greville, 183
4. Fritschiellaceae Caisová & Melkonian, 2
5. Schizomeridaceae G.M.Smith, 2
6. Uronemataceae Caisová, Pérez Reyes, Cruz Álamo, Martel Quintana, Surek & Melkonian, 14